# Lauri Tanner
Lauri Arvo Tanner (Hèlsinki, 20 de març de 1890 – Hèlsinki, 11 de juliol de 1950) va ser un gimnasta i futbolista finlandès que va competir a començaments del segle xx.
El 1912 va prendre part en els Jocs Olímpics d'Estocolm, on va guanyar la medalla de plata en el concurs per equips, sistema lliure del programa de gimnàstica. En aquests mateixos Jocs disputà la competició de futbol, on disputà el partit per la medalla de bronze contra els Països Baixos, que perdé.